# Sivrihisar (stad)
Sivrihisar is een stad en de hoofdplaats van het district Sivrihisar in de provincie Eskişehir. De stad is met 5300 inwoners (2010) de grootste plaats in de gelijknamige district.